# Eilema pseudocomplana
Eilema pseudocomplana is een vlinder uit de familie van de spinneruilen (Erebidae), onderfamilie beervlinders (Arctiinae). De wetenschappelijke naam van de soort is, geplaatst in het geslacht Lithosia, voor het eerst geldig gepubliceerd in 1939 door Daniel.
Deze nachtvlinder komt voor in Europa.